# Zygoribatula terricola
Zygoribatula terricola är en kvalsterart som beskrevs av von der Hammen 1952. Zygoribatula terricola ingår i släktet Zygoribatula och familjen Oribatulidae. Inga underarter finns listade i Catalogue of Life.